# Bataille du Ronaldsway
Guerre pour le trône de l’Île de Man
La bataille du Ronaldsway se déroula le 8 octobre 1275 dans le Ronaldsway, une région de l’île de Man. Elle opposa l’armée écossaise à l’armée mannoise. La veille et le matin même de la bataille, les Écossais avaient tenté de négocier des conditions de paix que les Mannois refusèrent. La bataille, qui se conclut par une défaite de l’armée de Man, marqua la fin des tentatives mannoises visant à rétablir la domination scandinave de la dynastie des Sudreyar sur l’île de Man. Le dernier roi scandinave de l’île, Godfred Magnuson, mourut au cours de cette bataille, ce qui provoqua le départ de la famille royale mannoise pour la Norvège et l’établissement du pouvoir écossais sur l’île. 537 Mannois moururent sur le champ de bataille.
Des vestiges de la bataille semblent avoir été découverts sur la bordure est de l’aéroport du Ronaldsway. Des os humains y furent retrouvés lors de recherches, en 1935. Il pourrait s’agir du lieu qui a servi à l’inhumation des soldats morts à la bataille. Des armes en fer y furent aussi mises au jour.